# 朝鮮民主主義人民共和国のインターネット
朝鮮民主主義人民共和国のインターネット（ちょうせんみんしゅしゅぎじんみんきょうわこくのインターネット）では、朝鮮民主主義人民共和国（北朝鮮）のインターネット事情について述べる。

## 概要
かつては「世界で唯一インターネットに接続していない」とまで言われていたが、現在では積極的にIT事業を推進している。しかし、政府が情報操作を行っているため国際接続は非常に限られている。なお、政府はネナラというポータルサイトを開設している。北朝鮮には4本のインターネットの公式回線があり、全て中華人民共和国の国有企業である中国聯合通信（チャイナユニコム）を経由してきたが、国際社会の制裁に同調する中国によるネット遮断が懸念された2017年からはロシアの通信最大手トランステレコムもネット接続サービスを提供し始めている。
プロバイダは平壌電話局が行っており、電話線による接続と光ファイバーケーブルによる接続の両方が可能である。市民は電子図書館と呼ばれる施設でインターネットを利用できるが、事前許可が必要であり、司書が同伴する形となり、利用内容は厳しく規制される。
2010年10月10日に平壌で開催された軍事パレードでは、海外メディア向けプレスセンターにインターネット回線が用意され話題となった。
また、韓国企業が進出している開城工業地区では、2013年中にインターネットが利用できるようにすることで南北が合意した。
近年は海外向けに体制宣伝を目的としたYouTubeチャンネル開設が確認されている。

## 国内向けイントラネット『光明』
国内向けのイントラネットはインターネットよりも早くから整備されており、「光明」（광명）と呼ばれている。労働新聞などのニュースサイトやショッピングサイト、電子掲示板、チャット、電子図書館、電子メール、ゲームサイト、検索エンジンなどが運営されている。
回線速度は100Mbpsで、チャイナテレコムと平壌電話局が共同で運営している。「光明」もダイヤルアップ接続と光ケーブル接続が可能である。

## 韓国による「親北」サイトの遮断
国家保安法の規定に基き、韓国政府は親北のサイトとみなしたサイトを韓国国内からアクセスできないようにしている。

### 遮断サイト
日本にサーバを置くサイトが多い。
- 朝鮮中央通信 (https://web.archive.org/web/20170216183907/http://kcna.kp/)
- 朝鮮通信社 (http://www.kcna.co.jp)
- 朝鮮新報 (http://www.korea-np.co.jp)
- 統一学研究所 (http://www.onekorea.org)
- わが民族同士 (http://www.uriminzokkiri.com)
- 黎明 (http://www.ryomyong.com)
- 祖国平和統一協会 (http://www.jpth.net)
- 白頭山 (http://www.baekdoo.hyperboards.com)
- 自主平和民族大団結 (http://www.members.fortunecity.com/ym2)
- 在米同胞全国連合会 (http://www.kancc.org)
- 白頭ネット
- 朝鮮の歌 (http://www.dprkoreamusic.com)
- 2010上海万博・朝鮮民主主義人民共和国館 (http://expo2010dprkorea.web.fc2.com)
- 祖国統一21 (http://www.tongil21.com)
- 反帝民族民主戦線 (http://www.ndfsk.dyndns.org)
- 在日本朝鮮人総聯合会 (http://www.chongryon.com)
- コリアブックセンター(http://www.krbook.net)
- 母岳山 (http://www.moaksan.net)
- 民族愛の場所 (http://www.krsrt.com)
- コリアネットワーク (http://www.worldcorea.net)
- 統一アリラン (http://www.arirang.dprkorea.com)
- 実利銀行 (https://web.archive.org/web/20141218100818/http://silibank.com/)
- ネナラ (http://www.kcckp.net)
- 朝鮮郵票 (http://www.dprk-stamp.com)
- 朝鮮出版物 (http://www.dprk-book.com)
- 朝鮮音樂 （漢字併用あり） (http://www.big.or.jp/~jrldr/)
- 汎民連共同事務局 (http://www.bommin.net)
- 朝鮮インフォバンク (http://www.dprkorea.com)

## 北朝鮮のウェブサイト一覧
| サーバー | サイト名 (朝鮮語)                                             | サイト名 (日本語)                                             | 対応言語                           |
| -------- | ------------------------------------------------------------- | ------------------------------------------------------------- | ---------------------------------- |
| 北朝鮮   | 내나라                                                        | ネナラ                                                        | 英、朝、中、日、露、西、仏、阿、独 |
| 北朝鮮   | 조선의 출판물                                                 | 朝鮮の出版物                                                  | 英、朝、中、日、露、西、仏、阿、独 |
| 北朝鮮   | 조선의 소리                                                   | 朝鮮の声                                                      | 英、朝、中、日、露、西、仏、阿、独 |
| 北朝鮮   | 주체                                                          | チュチェ                                                      | 英、朝、中、日、露、西、仏、阿     |
| 北朝鮮   | 조선중앙통신                                                  | 朝鮮中央通信                                                  | 英、朝、中、日、露、西             |
| 北朝鮮   | 조선관광                                                      | 朝鮮観光                                                      | 英、朝、中、日、露                 |
| 北朝鮮   | 로동신문                                                      | 労働新聞                                                      | 英、朝、中                         |
| 北朝鮮   | The Pyongyang Times                                           | The Pyongyang Times                                           | 英                                 |
| 北朝鮮   | 홈페지종합안내 (ホームページ総合案内)                         | 홈페지종합안내 (ホームページ総合案内)                         | −                                  |
| アメリカ | 조선중앙텔레비죤 朝鮮中央テレビ (LIVEストリーミング - Twitch) | 조선중앙텔레비죤 朝鮮中央テレビ (LIVEストリーミング - Twitch) | 朝                                 |
| 中国     | 우리 민족끼리                                                 | わが民族同士                                                  | 英、朝、中、日、露                 |
| 日本     | 재일본조선인총련합회                                          | 在日本朝鮮人総聯合会                                          | 朝、日                             |
| 北朝鮮   | 고려항공                                                      | 高麗航空                                                      | 英、朝、中                         |
| 北朝鮮   | 조선료리                                                      | 朝鮮料理                                                      | 英、朝                             |
| 北朝鮮   | 조선민주주의인민공화국                                        | Friend                                                        | 英、朝、露、仏                     |
| 北朝鮮   | 민족대단결                                                    | 民族大団結                                                    | 朝                                 |
| 北朝鮮   | 조선국제청소년려행사                                          | 国際青少年旅行社                                              | 英、朝、中                         |
| 北朝鮮   | 조선민족보험총회사                                            | 朝鮮民族保険総会社                                            | 英、朝                             |
| 北朝鮮   | 조선교육후원기금                                              | 朝鮮教育後援基金                                              | 朝                                 |
| 北朝鮮   | 조선영화수출입사                                              | 朝鮮映画                                                      | 英、朝、中、露                     |
| 北朝鮮   | 조선민주주의인민공화국 국가해사감독국                         | Maritime Administration of DPR Korea                          | 英、朝                             |
| 北朝鮮   | 김일성종합대학                                                | 金日成総合大学                                                | 英、中、露                         |
| 北朝鮮   | 조선체육                                                      | 朝鮮スポーツ                                                  | 英、朝、中                         |
| 北朝鮮   | 조선민주주의인민공화국 국가해사감독국                         | 朝鮮民主主義人民共和国国家海事監督局                          | 朝                                 |
| 北朝鮮   | 조선민주주의인민공화국 국가과학기술위원회                     | 朝鮮民主主義人民共和国国家科学技術委員会                      | 英、朝                             |
| 北朝鮮   | 김책공업종합대학                                              | 金策工業総合大学                                              | 英、朝                             |
| 北朝鮮   | 인민대학습                                                    | 人民学習                                                      | 英、朝                             |
| 北朝鮮   | 조선민주주의인민공화국 외무성                                 | 朝鮮民主主義人民共和国外務省                                  | 英、朝、中、露、西                 |
| 北朝鮮   | 조선민주주의인민공화국 문화성                                 | 朝鮮民主主義人民共和国文化省                                  | 英、朝、中                         |